# Trelewazo

El Trelewazo fue una serie de protestas sociales y huelgas masivas ocurridas el 11 de octubre de 1972 en la ciudad de Trelew, provincia del Chubut, durante la dictadura militar conocida como Revolución Argentina. Los principales objetivos de esta protesta fueron liberar a los detenidos en el penal de Villa Devoto por la "Operación Vigilante", justicia por las víctimas de la Masacre de Trelew y liberar a Mario Abel Amaya. Formó parte de puebladas similares sucedidas durante la dictadura militar como el rosariazo, cordobazo, mendozazo, tucumanazo, etc.

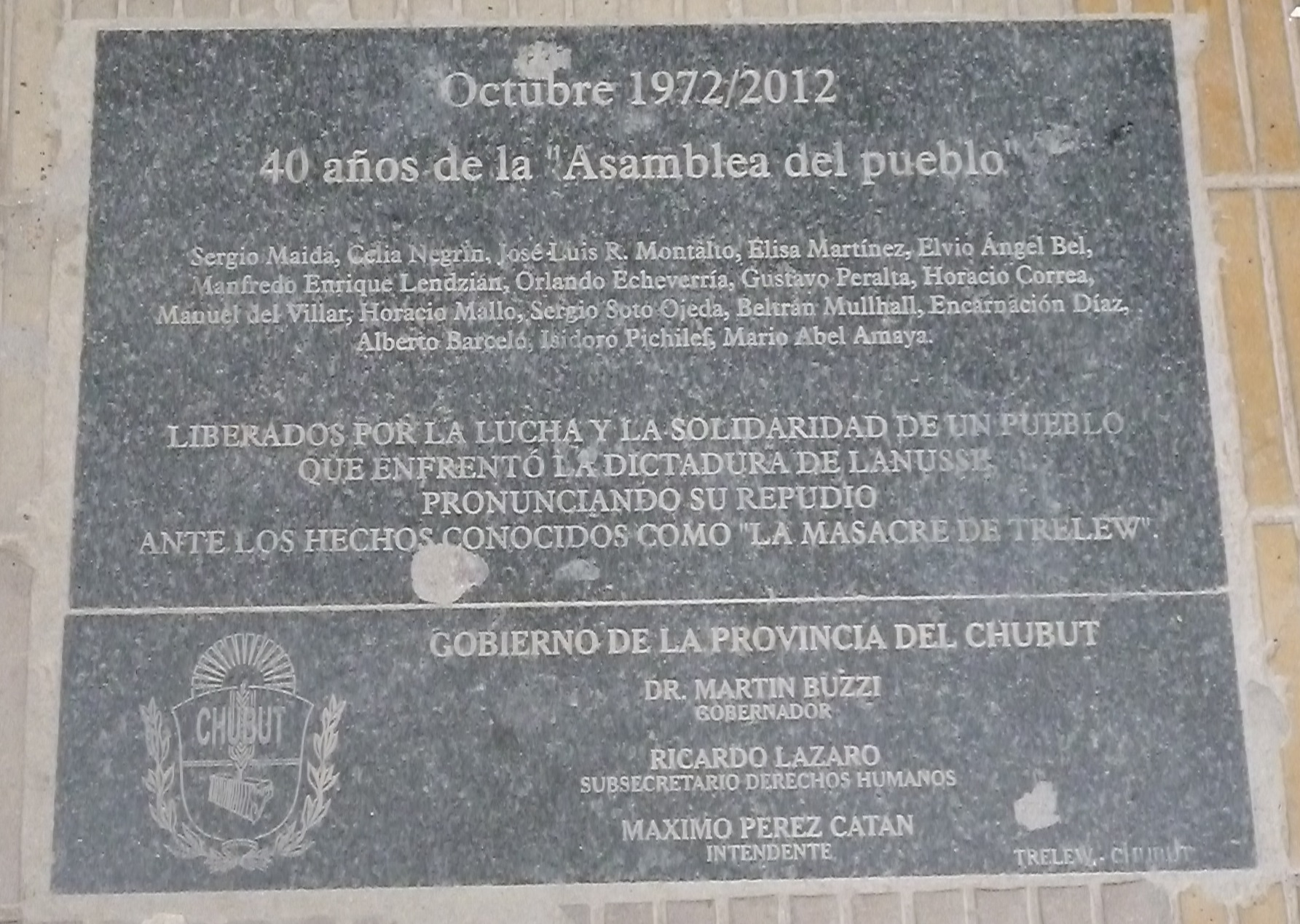
Placa recordatoria.

En 2010, el Concejo Deliberante de Trelew, declaró el 11 de octubre como el "Día de la Asamblea del Pueblo". Cuarenta años después de los hechos, en 2012, se proyectó en el Espacio INCAA km 1460 el Documental «Prohibido Dormir», realizado por los trelewenses Paula Bassi y Diego Paulí y se colocó una placa conmemorativa en frente del Teatro Español.

## Sucesos
Hacia octubre de 1972, dos meses después de los fusilamientos del 22 de agosto, la dictadura de Alejandro Agustín Lanusse puso en marcha la "Operación Vigilante" (que fue organizada y llevada a cabo por el Ejército y la Marina) en Chubut para castigar a quienes habían sido solidarios con los presos políticos de Rawson.  Para ello, se realizaron allanamientos ilegales y varias personas fueron detenidas sin una acusación formal.
El operativo comenzó a las 4 a. m. cuando militares bloquearon las rutas de acceso a la ciudad (tanto de Trelew, como también de Rawson y Puerto Madryn) y ocuparon las calles. La indignación de la gente aumentó cuando las autoridades militares difundieron comunicados en los que afirmaban que el operativo contaba con la colaboración y la aprobación de la gente.
Luego de este y otros sucesos similares, el 11 de octubre y durante cinco días, alrededor de seis mil vecinos de la ciudad y otras del valle inferior del río Chubut marcharon. El epicentro de las manifestaciones fue el Teatro Español. En la tarde del día 11 se realizó una reunión en el teatro (rebautizado como "Casa del Pueblo") donde se resolvió tomar el sitio y "designar una Comisión Ejecutiva para dialogar". También, varios abogados se juntaron en un estudio jurídico para ayudar a los detenidos, hubo huelgas y los comercios cerraron. Entre los manifestantes, había comerciantes, docentes, obreros, estudiantes, desocupados, etc.
Como consecuencia, el gobernador militar Jorge Alfredo Costa debió viajar a Buenos Aires, donde se entrevistó con las autoridades, regresando a la provincia cuando fueron liberados los primeros detenidos. Finalmente, se logró liberar a los 16 chubutenses detenidos en Villa Devoto (el último de ellos, el día 18 de noviembre).